# Капграсов синдром
Капграсов синдром или Капграсова заблуда је психијатријски поремећај у коме особа верује да је њихов пријатељ, супружник, родитељ, други члан породице или кућни љубимац замењен идентичним двојником. Назван је по француском психијатру Жозефу Капграсу (1873–1950), који је први описао овај поремећај.
Капграсов синдром се класификује као синдром погрешне идентификације, група веровања која подразумевају погрешну идентификацију људи, места или предмета. Може се јавити у акутном, пролазном или хроничном облику. Забележени су и случајеви у којима пацијенти верују да је време „искривљено“ или „замењено“.
Ова заблуда се најчешће јавља код особа са психотичним поремећајем, најчешће шизофренијом, али је примећена и код оштећења мозга, деменције Левијевих тела и других облика деменције. Често се јавља код особа са неуродегенеративним болестима, нарочито у старијем добу, а забележена је и у вези са дијабетесом, хипотиреозом и мигренама. У једном изолованом случају, Капграсов синдром је привремено изазван код здраве особе применом кетамина. Учесталија је код жена, са односом жена и мушкараца од приближно 3:2.

## Историја
Капграсов синдром је добио име по француском психијатру Жозефу Капграсу, који је први описао овај поремећај 1923. године у раду који је написао заједно са Жаном Ребул-Лашоом. Описали су случај Францускиње познате као „госпођа Макaбра”, која се жалила да су „двојници“ заменили њеног мужа и друге људе које је познавала. Капграс и Ребул-Лашо су синдром првобитно назвали l'illusion des sosies, што се дословно преводи као „илузија двојника“.
Синдром је у почетку сматран искључиво психијатријским поремећајем, а заблуда о двојнику је виђена као симптом шизофреније и као поремећај који се јавља само код жена (што се касније показало нетачним), често повезан са хистеријом. Већина раних објашњења овог синдрома била је психоаналитичке природе. Тек 1980-их година пажња је усмерена на органске лезије мозга, које су до тада сматране небитним или случајним. Данас се Капграсов синдром сматра неуролошким поремећајем, при чему заблуда углавном проистиче из органских оштећења или дегенерације мозга.

## Знакови болести и симптоми
У поређењу са другим синдромима заблудне мисаоне идентификације, као што је Фреголијева заблуда, Капграсова заблуда је боље документована. Следећи случајеви илуструју Капграсов синдром у психијатријском окружењу:
Госпођа Д, 74-годишња удата домаћица, недавно отпуштена из локалне болнице након првог психијатријског лечења, јавила се у нашу установу ради другог мишљења. Приликом првог пријема раније те године, дијагностикована јој је атипична психоза због убеђења да је њеног мужа заменио неки непознати човек. Одбила је да спава са „намештеником“, закључавала је собу и врата ноћу, тражила од сина пиштољ и на крају се сукобила са полицијом када су покушали да је хоспитализују. Понекад је веровала да је њен муж заправо њен отац, који је давно преминуо. Лако је препознавала остале чланове породице и само је мужа погрешно идентификовала.— Пасер и Ворнок, 1991, 
Дајан је била 28-годишња неудата жена која је дошла на евалуацију у дневну болницу, у оквиру припрема за отпуст из психијатријске болнице. Ово је било њено треће психијатријско лечење у последњих пет година. Увек стидљива и повучена, Дајан је први пут развила психозу са 23 године. Након прегледа код лекара, почела је да брине да ју је доктор оштетио изнутра и да можда никада неће моћи да затрудни. Њено стање се побољшало уз терапију неуролептицима, али се након отпуста поново погоршало јер је одбила да настави са терапијом. Осам месеци касније, приликом поновног пријема, испољавала је заблуде да један мушкарац прави тачне копије људи — „екране“ — и да постоје два екрана ње саме, један добар и један зао. Дијагноза је била шизофренија са Капграсовом заблудом. Била је запуштена и имала је ћелаво место на темену због самоповређивања.— Синкман, 2008, 
66-годишњи Европљанин са Новог Зеланда упућен је на болничку евалуацију и лечење од стране свог психијатра због суицидалних мисли, депресивног расположења и заблуда у вези са својом супругом. Тврдио је да жена са којом живи није заправо његова супруга, већ њен двојник. Описивао је како је комуницирао са шест различитих верзија своје супруге које су улазиле и излазиле из куће, називајући их странкињама. 
Пацијенту је недавно дијагностикован велики неурокогнитивни поремећај од стране психогеријатра, на основу симптома и резултата Mini-ACE теста, уз дводишњу историју когнитивног опадања. У породичној историји наведен је случај ране деменције код мајке (детаљи о том случају нису познати). Пацијентова супруга је изразила значајан стрес због улоге неговатеља.

Психијатријским прегледом утврђени су поремећаји перцепције, сложене визуелне халуцинације и заблуде у вези са супругом. Пацијент је био физички здрав, без акутних симптома, а неуролошки налази били су уредни. Рутински крвни тестови, ЕКГ и компјутеризована томографија мозга такође нису показали неправилности. Иако је ово необично с обзиром на дијагнозу, могуће је да су патолошке промене у мозгу микроскопске природе и стога невидљиве на CT снимку. Визуелне халуцинације у вези са супругом трајале су шест месеци пре психијатријске консултације, а није било доказа да је оштећење вида допринело халуцинацијама.— — Харис и Барак, 2022, 
Следећи случај представља пример Капграсове заблуде која је настала као последица неуродегенеративне болести:
Фред, 59-годишњи мушкарац са средњом стручном спремом, упућен је на неуролошку и неуропсихолошку процену због когнитивних и бихевиоралних сметњи. Радио је као шеф малог одељења које се бавило истраживањем енергије до неколико месеци пре. Његова претходна медицинска и психијатријска историја била је без значајних догађаја... Фредова жена је пријавила да је око 15 месеци након појаве симптома почео да је види као "дупликат" (њене речи). Први напад се догодио једног дана када је, након што је дошао кући, Фред питао где је Вилма. На њен изненађени одговор да је она ту, он је чврсто негирао да је она његова жена Вилма, коју је "веома добро познавао као мајку његових синова", и наставио је да коментарише да је Вилма вероватно изашла и да ће се касније вратити... Фред је имао прогресивно когнитивно погоршање које је било обележено и тежином и брзим падом. Осим Капграсовог синдрома, његова неуропсихолошка презентација била је обележена језичким сметњама које указују на фронтално-извршну дисфункцију. Његово когнитивно оштећење на крају је довело до тешког, свеобухватног фронталног синдрома.— — Лучели и Спинлер, 2007, 

## Узроци
Опште је прихваћено да Капграсов синдром има сложену и органску основу, узроковану структурним оштећењима органа, и да га је боље разумети кроз неуроанатомска оштећења повезана са синдромом.
У једном од првих радова који је разматрао церебралну основу Капграсовог синдрома, Алекзандер, Стус и Бенсон су 1979. године указали да би поремећај могао бити повезан са комбинацијом оштећења фронталног режња, што изазива проблеме са препознавањем познатих објеката, и оштећења десне хемисфере, што изазива проблеме са визуелним препознавањем.
Даљи трагови могућих узрока Капграсовог синдрома дошли су из студија пацијената са повредама мозга који су развили просопагнозију. У овом стању, пацијенти нису у стању да свесно препознају лица, упркос томе што могу да препознају друге врсте визуелних објеката. Међутим, студија из 1984. године коју је провео Бајер показала је да, иако је свесно препознавање лица било нарушено, пацијенти са овим стањем су показали аутономну узбуђеност (мера галванијског одговора коже) на позната лица, што сугерише да постоје два пута за препознавање лица—један свесни и један несвесни.
У чланку из 1990. године, који је објављен у British Journal of Psychiatry, психолози Хејден Елис и Енди Јанг су хипотетисали да пацијенти са Капграсовим синдромом могу имати „огледалну слику” или двоструку дисоцијацију просопагнозије, односно да је њихова свесна способност препознавања лица нетакнута, али да могу имати оштећење система који производи аутоматску емоционалну узбуђеност при сусрету са познатим лицима. Ово може довести до осећаја да особа коју препознају изгледа „чудно” или нешто није у реду са њом.
1997. године, Елис и његови сарадници су објавили студију пет пацијената са Капграсовим синдромом (сви су били дијагностиковани са шизофренијом) и потврдили да иако су могли свесно да препознају лица, нису показивали нормалан аутоматски емоционални одговор. Исти низак ниво аутономног одговора био је присутан и у присуству непознатих особа. Јанг (2008) је теоретисао да то значи да пацијенти са овим синдромом доживљавају губитак познатости, а не недостатак исте.
Даља доказивања за ову теорију долазе из других студија које мере галванијске кожне одговоре (ГСК) на лица. Пацијент са Капграсовим синдромом је показао смањене ГСК одговоре на лица, упркос нормалном препознавању лица. Ова теорија о узроцима Капграсовог синдрома резимирана је у Trends in Cognitive Sciences 2001. године.
Вилијам Хирстин и Вилајанур С. Рамачандран су извештавали о сличним налазима у чланку који је објављен о једном случају пацијента са Капграсовим синдромом након повреде мозга. Рамачандран је овај случај описао у својој књизи Phantoms in the Brain и одржао говор о њему на TED-у 2007. године.
Како је пацијент био у стању да осећа емоције и препознаје лица, али није могао да осети емоције када је препознавао позната лица, Рамачандран хипотетише да је порекло Капграсовог синдрома повезано са прекидом везе између темпоралног кортекса, где се обично препознају лица, и лимбичког система, који је укључен у емоције. Конкретно, он наглашава прекид везе између амигдале и инферотемпоралног кортекса.
2010. године, Хирстин је ревидирао ову теорију како би објаснио зашто особа са Капграсовим синдромом има специфичну реакцију непрепознавања познате особе. Хирстин је објаснио ову теорију као „специфичнију верзију раније позиције коју сам изнео у чланку из 1997. године са В. С. Рамачандраном“ и додао:
„Према мом тренутном приступу, ми представљамо људе које добро познајемо са хибридним представама које садрже два дела. Један део представља их споља: како изгледају, звуче, итд. Други део представља их изнутра: њихове личности, веровања, карактеристичне емоције, преференције, итд. Капграсов синдром се јавља када је унутрашњи део представе оштећен или недоступан. Ово производи утисак да неко изгледа исправно споља, али изгледа другачије изнутра, тј. као лажњак. Ово пружа много специфичније објашњење које добро одговара ономе што пацијенти заправо говоре. Ово исправља проблем са ранијом хипотезом, јер постоји много могућих одговора на недостатак емоције када се неко види.“
Према мом тренутном приступу, ми представљамо људе које добро познајемо са хибридним представама које садрже два дела. Један део представља их споља: како изгледају, звуче, итд. Други део представља их изнутра: њихове личности, веровања, карактеристичне емоције, преференције, итд. Капграсов синдром се јавља када је унутрашњи део представе оштећен или недоступан. Ово производи утисак да неко изгледа исправно споља, али изгледа другачије изнутра, тј. као лажњак. Ово пружа много специфичније објашњење које добро одговара ономе што пацијенти заправо говоре. Ово исправља проблем са ранијом хипотезом, јер постоји много могућих одговора на недостатак емоције када се неко види.— В. Хирстин, 2012, 
Даље, Рамачандран сугерише везу између Капграсовог синдрома и опште потешкоће у повезивању узастопних епизодичних сећања због кључне улоге коју емоције играју у стварању сећања. Пошто пацијент није могао да повезује сећања и осећања, веровао је да су објекти на фотографијама нови при сваком прегледу, иако су они обично требали да изазову осећања (нпр. особа која му је блиска, познати предмет или чак он сам). Други, као што су Мерин и Силберфарб (1976), такође су предложили везе између Капграсовог синдрома и недостатака у аспектима памћења. Они су сугерисали да важна и позната особа (обично субјекат делузије) има многе слојеве визуелних, аудиторних, тактилних и експерименталних сећања која су повезана са њом, па се Капграсов синдром може разумети као неуспех објектне константности на високом перцептивном нивоу.
Највероватније, није довољно само оштећење аутоматског емоционалног одговора да би се формирао Капграсов синдром, јер је исти образац пријављен код пацијената који не показују знаке делузија. Елис је предложио да други фактор објашњава зашто се ова необична искуства претварају у делузиона веровања. Овај други фактор се сматра оштећењем расуђивања, иако није пронађено специфично оштећење које објашњава све случајеве. Многи су се залагали за укључивање улоге феноменологије пацијента у објашњавајуће моделе Капграсовог синдрома како би се боље разумели механизми који омогућавају стварање и одржавање делузионих веровања.
Капграсов синдром је такође повезан са редупликативном парамнезијом, још једним синдромом делузионог погрешног препознавања у којем особа верује да је нека локација дуплирана или премештена. Пошто су ова два синдрома високо повезана, предложено је да утичу на слична подручја мозга и стога имају сличне неуролошке импликације. Редупликативна парамнезија се разуме као утицај на фронтални режањ, па се верује да је и Капграсов синдром повезан са фронталним режњем. Чак и ако оштећење није директно у фронталном режњу, прекид сигнала између других режњева и фронталног режња може резултирати Капграсовим синдромом. Неки аутори су истакли да је конзумација канабиса покретач Капграсовог синдрома.

## Дијагноза
Пошто је ово ретко и слабо разумевано стање, не постоји утврђени начин за дијагностиковање Капграсовог делузионог синдрома. Дијагноза се углавном поставља на основу психијатријске процене пацијента, који ће највероватније бити доведен до психијатра од стране члана породице или пријатеља који се верује да је „уљез” од стране особе са овим делузијама. Пацијент може проћи тестове менталних вештина како би се проверила деменција или други поремећаји, као и тестове сликања мозга који траже лезије или друге промене на мозгу.

## Лечење
Лечење Капграсовог синдрома није добро проучавано, па не постоји приступ заснован на доказима.[ Типично, лечење делузивних поремећаја је изазовно због слабог увида пацијента и недостатка емпиријских података. Лечење се углавном састоји од терапије, често уз подршку антипсихотичних лекова. Пошто је манифестација Капграсовог синдрома често симптом, а не сам синдром, лечење може бити усмерено на праћење пратећег поремећаја. Једно истраживање је показало да употреба лекова који су правилно усмерени на основне симптоме поремећаја може бити ефикасна стратегија управљања. Хоспитализација може бити потребна ако пацијент показује самоповређивање или насилно понашање.